# SC Watergraafsmeer
SC Watergraafsmeer (WGM) – holenderski klub szachowy z siedzibą w Watergraafsmeer (Amsterdam), sześciokrotny mistrz kraju.

## Historia
Klub powstał w 1927 roku. Zespół sześciokrotnie (1970, 1972, 1974–1976, 1981) zdobył mistrzostwo Holandii. W 1990 roku klub spadł z Hoofdklasse, powrócił do niej rok później, a w sezonie 1991/1992 ponownie spadł. W 1993 roku zespół połączył się ze stowarzyszeniem sportowym US, przyjmując nazwę Watergraafsmeer/US. W 1994 roku nastąpiła fuzja z MEMO, w wyniku której powstał klub Max Euwe Amsterdam.
Zawodnikami klubu byli m.in. Roy Dieks, Robert Hartoch, Nico Schouten, Paul van der Sterren i Karel van der Weide.